# Giornale delle Donne

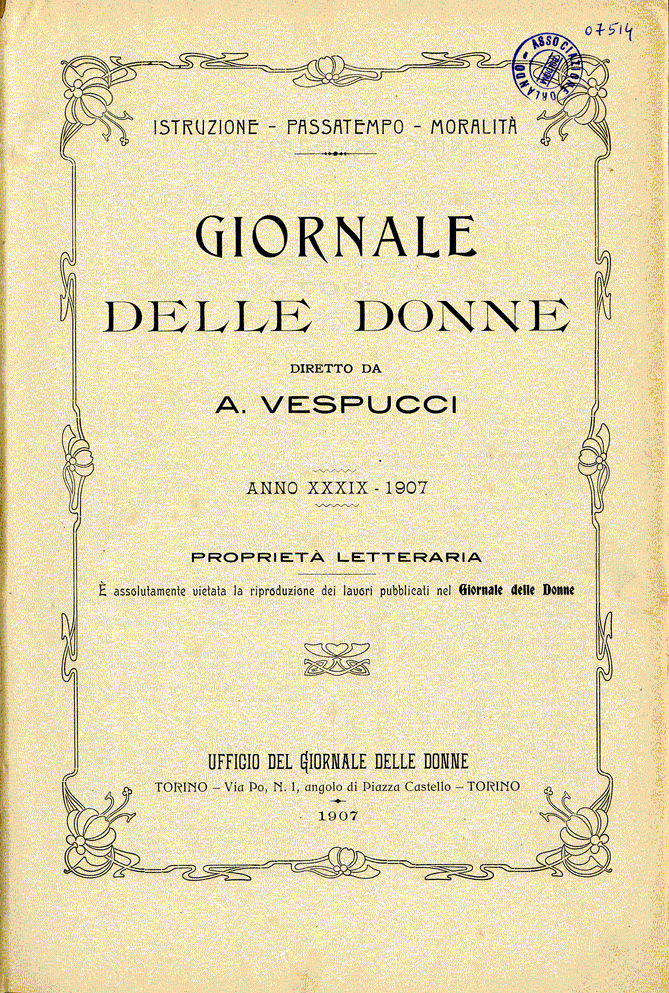
Giornale delle donne, copertina del 1907

Il Giornale delle Donne è stato una rivista bimestrale femminile italiana pubblicata a partire dal 1872 fino al 1940.

## Storia
Nel 1869 l'avvocato Americo Vespucci fondò a Torino Il Passatempo: Letture amene per le famiglie, un mensile femminile che sosteneva in particolare il diritto di voto alle donne. Fu ribattezzato Il Giornale delle Donne nel 1872, momento in cui diventò bimestrale.
Il suo obiettivo era promuovere la cultura delle donne e difendere i loro diritti, con l'esplicita esclusione di temi riguardanti questioni politiche e religiose. La rivista si occupava dunque di argomenti legati al ruolo delle donne dell'epoca, come, per esempio, il loro accesso all'istruzione e al lavoro, e affrontava le questioni del loro diritto di voto e del divorzio. Vi pubblicarono articoli molte personalità dell'epoca, come la marchesa Colombi (Maria Antonietta Torriani), Neera, Matilde Serao e Tommasina Guidi.
Assieme a La Donna, fondato un anno prima, Il Giornale delle Donne fu la principale rivista del tempo che si occupava di emancipazione femminile.
Molti articoli sulla rivista venivano pubblicati sotto forma di lettere indirizzate al direttore, ma in realtà destinate a tutti i lettori, scritte allo scopo di suscitare reazioni e discutere dei temi sollevati. Tali lettere provenivano da lettrici anonime, nonché da scrittrici professioniste, collaboratrici regolari della rivista. Nel 1873, ad esempio, la scrittrice e insegnante Caterina Pigorini Beri scrisse tre "articoli-lettera" sulle nuove "scuole normali femminili" create nel 1859 grazie alla Legge Casati, in cui si lamentava della loro disorganizzazione amministrativa. Queste lettere, indirizzate al sovrintendente delle scuole marchigiane Piero Giuliani, provocarono in realtà ampi dibattiti che andarono oltre il pubblico della rivista.
Ugo Guido Moretti divenne direttore della rivista nel 1926.
Sul catalogo nazionale dei periodici ACNP viene identificato in questo modo:
https://acnpsearch.unibo.it/journal/26385